# 골리아트

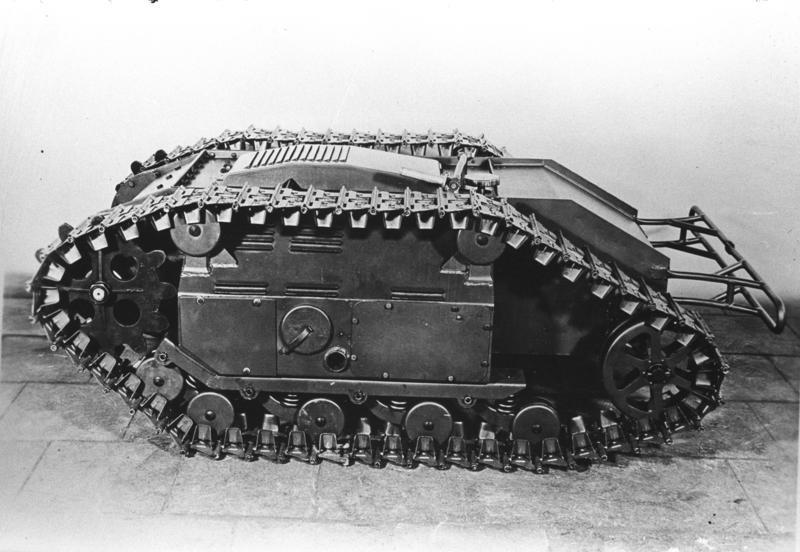
골리아트

초소형 탑재운반차 골리아트(독일어: Leichter Ladungsträger Goliath 라이흐터 라둥스트레거 골리아트[*])는 독일이 만든 원격조종 자폭무기이다. 정식 명칭은 302번 특수목적차량(독일어: Sd.kfz 302 존더크라프트파흐처크 302[*])이다. 크기는 1m 정도 되며, 적 전차 밑에 들어가 폭파하는 대전차 무기의 형식이었다. 그러나 10m 이상 떨어지면 안되고, 속도가 너무 느리고, 눈에 잘띄며, 물체에 가리면 조종이 안 된다는 결정적인 단점을 지니고 있었다. 이러한 약점 때문에 대량생산되지는 못했고, 노획된 골리아트들은 폭탄이 제거된 후 연합군 병사들에게 가지고 노는 장난감 취급을 당했다. 하지만 세계 최초의 무인조종 폭탄이란 점에서 전쟁사에 있어 그 의미는 크다. 그런데 이  폭탄이 뜻밖의 활약을 하기도 했는데, 연합군 병사들이 폭탄이 제거되지 않은 골리앗을 가지고 놀다 폭발해 피해를 준 적도 있다. 연합군은 지뢰를 제거한뒤에 노획한 골리아트를 갖고 놀았다. 일부 연합군 군인들은 이걸 지뢰를 제거한 이후 집에 가져가기도 했다.

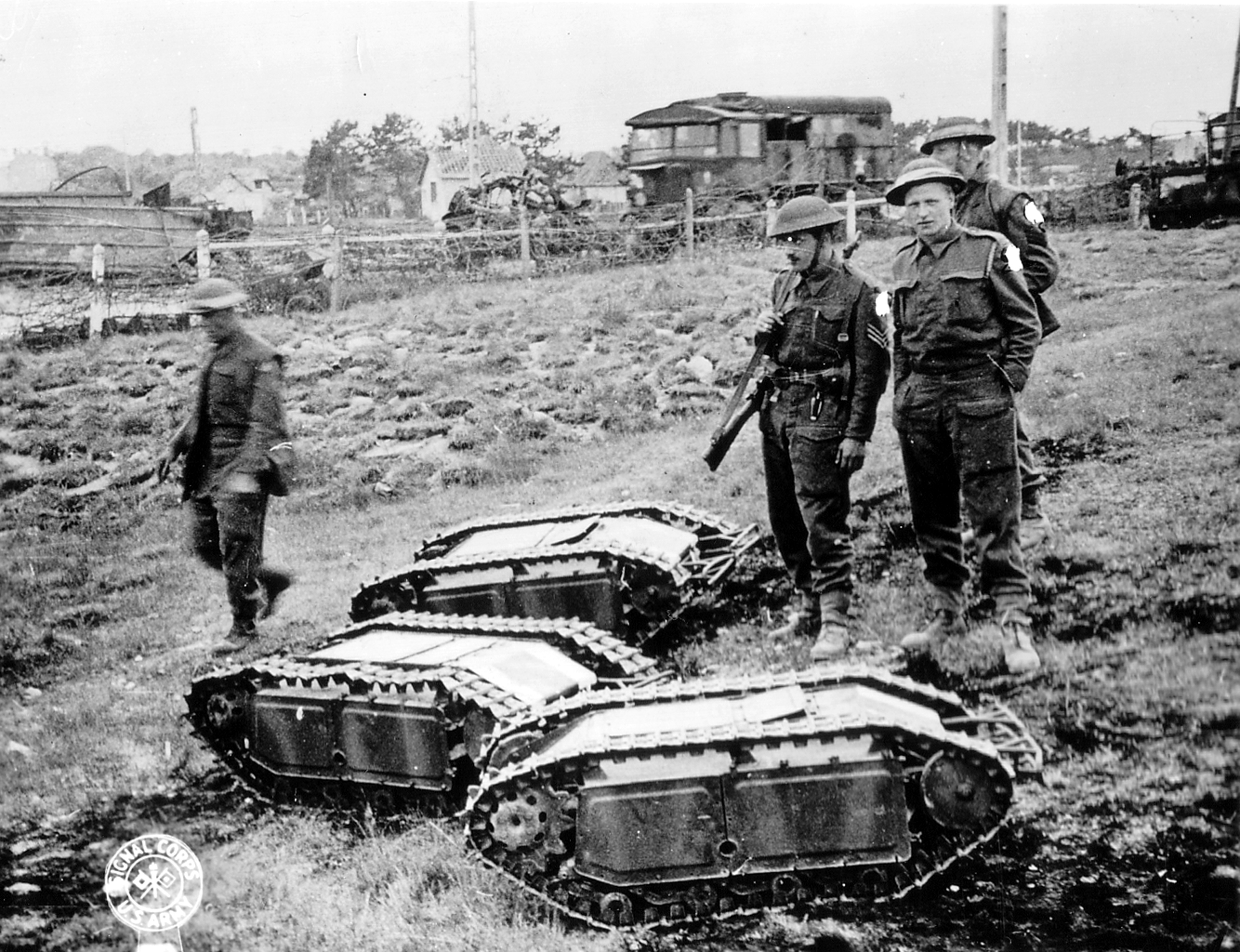
영국군에게 노획된 골리아트